# Polycricus toltecus
Polycricus toltecus är en mångfotingart som först beskrevs av Jean-Henri Humbert och De Saussure 1869.  Polycricus toltecus ingår i släktet Polycricus och familjen storjordkrypare.
Artens utbredningsområde är El Salvador. Inga underarter finns listade i Catalogue of Life.